# Rajd Ypres 1997
Rajd Ypres 1997 (33. Belgium Ypres Westhoek Rally) – 33. edycja rajdu samochodowego Rajd Ypres rozgrywanego w Belgii. Rozgrywany był od 27 do 29 czerwca 1997 roku. Była to dwudziesta runda Rajdowych Mistrzostw Europy w roku 1997 (rajd miał najwyższy współczynnik – 20) oraz piąta runda Rajdowych Mistrzostw Belgii..

## Klasyfikacja rajdu
| Miejsce                                         | Kierowca                                        | Pilot                                           | Samochód                                        | Czas                                            | Strata                                          |                                                 |
| Klasyfikacja generalna, ERC i mistrzostw Belgii | Klasyfikacja generalna, ERC i mistrzostw Belgii | Klasyfikacja generalna, ERC i mistrzostw Belgii | Klasyfikacja generalna, ERC i mistrzostw Belgii | Klasyfikacja generalna, ERC i mistrzostw Belgii | Klasyfikacja generalna, ERC i mistrzostw Belgii | Klasyfikacja generalna, ERC i mistrzostw Belgii |
| ----------------------------------------------- | ----------------------------------------------- | ----------------------------------------------- | ----------------------------------------------- | ----------------------------------------------- | ----------------------------------------------- | ----------------------------------------------- |
| 1.                                              | Freddy Loix                                     | Sven Smeets                                     | Toyota Celica GT-Four (ST205)                   | 2:55:22                                         | 0.0                                             |                                                 |
| 2.                                              | Bruno Thiry                                     | Stéphane Prévot                                 | Subaru Impreza 555                              | 2:55:29                                         | +7                                              |                                                 |
| 3.                                              | Andrea Aghini                                   | Loris Roggia                                    | Toyota Celica GT-Four (ST205)                   | 2:56:08                                         | +46                                             |                                                 |
| 4.                                              | Henrik Lundgaard                                | Freddy Pedersen                                 | Toyota Celica GT-Four (ST205)                   | 2:56:29                                         | +1:07                                           |                                                 |
| 5.                                              | Patrick Snijers                                 | Dany Colebunders                                | Ford Escort WRC                                 | 2:57:47                                         | +2:25                                           |                                                 |
| 6.                                              | Grégoire de Mevius                              | Jean-Marc Fortin                                | Ford Escort WRC                                 | 2:58:10                                         | +2:48                                           |                                                 |
| 7.                                              | Bernard Munster                                 | Jean-François Elst                              | Renault Mégane Maxi                             | 3:05:39                                         | +10:17                                          |                                                 |
| 8.                                              | Pierre Dumoulin                                 | Jan Termote                                     | Ford Escort RS Cosworth                         | 3:07:28                                         | +12:06                                          |                                                 |
| 9.                                              | Gianluigi Galli                                 | Massimo Chiapponi                               | Ford Escort RS Cosworth                         | 3:08:33                                         | +13:11                                          |                                                 |
| 10.                                             | Chris Van Woensel                               | Davie Meert                                     | Mitsubishi Lancer Evo III                       | 3:09:02                                         | +13:40                                          |                                                 |